# هزار بار مردن
هزار بار مردن فیلمی به کارگردانی و نویسندگی جلال مهربان محصول سال ۱۳۵۶ ایران است.

## خلاصه داستان
پدر محسن و نامادری اش با او بنای ناسازگاری دارند، و مرد که سربار همسرش است می‌پذیرد که فرزندش را به پرورشگاه بسپارد. پدر به فرزندش قول می‌دهد که چند ماه دیگر او را به خانه باز خواهد گرداند. محسن با نوجوانی به نام احمد آشنا می‌شود، و پس از قطع امید از پدرش با احمد از پرورشگاه می‌گریزند و به ولگردی و دزدی رو می‌آورند. چند سال بعد محسن به دختر کارگری به نام مریم دل می‌بندد و همراه احمد برای گذراندن زندگی به گروه اصغر، که از سارقان حرفه ای هستند، می‌پیوندند. آن دو از گروه اصغر جدا می‌شوند، و محسن تصمیم می‌گیرد با مریم ازدواج کند. اصغر، با تهدید، از محسن می‌خواهد که در یک دزدی بزرگ او و دوستش تقی را همراهی کند. محسن می‌پذیرد؛ اما نامزد اصغر، که متوجه می‌شود اصغر و تقی تصمیم گرفته‌اند پس از انجام سرقت به خارج از کشور بگریزند، آنها را لو می‌دهد. با حضور مأموران پلیس اصغر کشته می‌شود و محسن، که قصد فرار دارد، با نگهبان از پشت بام سقوط می‌کند و می‌میرد. محسن نیز دستگیر و به اعدام محکوم می‌شود.

## بازیگران
- سعید راد
- ملوسک
- مهدی فخیم زاده
- علی آزاد
- محمدتقی کهنمویی